# Brother Ali
Али Дуглас Ньюман (англ. Ali Douglas Newman; урождённый как Джейсон Дуглас Ньюман англ. Jason Douglas Newman, более известный под своим сценическим именем Brother Ali; род. 30 июля 1977, Мадисон) — американский рэпер, общественный деятель и участник хип-хоп-коллектива «Rhymesayers Entertainment». Он выпустил девять альбомов, четыре мини-альбома, а также ряд синглов и совместных работ.

## Ранний период жизни
Али родился в Мэдисоне, штат Висконсин. Он страдает альбинизмом — заболеванием, характеризующимся полным или частичным отсутствием пигмента кожи, волос и глаз. Он переехал с семьёй в Мичиган на несколько лет, а затем в 1992 году поселился в Миннеаполисе, штат Миннесота. Он учился в средней школе Роббинсдейл Купер в Нью-Хоп, штат Миннесота.
Али – белый американец, но он говорил, что чувствовал себя более принятым чернокожими одноклассниками, чем белыми: «Не то чтобы чернокожие дети не смеялись надо мной, но это было по-другому. Это не было сделано для того, чтобы исключить меня. Это не было сделано для того, чтобы заставить меня почувствовать себя не человеком, не личностью». Он мог понять их, потому что их тоже судили по цвету кожи.
Али начал читать рэп в восемь лет. Он утверждал, что хип-хоп-культура повлияла на него ещё в раннем возрасте. В интервью журналу «Huck» он заявил: «С самого детства я увлекался хип-хопом. Я начал заниматься битбоксингом, когда мне было около семи лет. В конце концов, это привело меня к любви к словам». Он назвал Ракима, Chuck D и KRS-One своими ранними вдохновителями.

## Появления

### Телевидение
13 августа 2007 года Brother Ali появился на «Очень позднее шоу с Крейгом Фергюсоном» и исполнил свой сингл «Uncle Sam Goddamn» из альбома «The Undisputed Truth». 19 октября 2007 года Али появился на шоу «Поздняя ночь с Конаном О'Брайеном» и исполнил «Take Me Home» из альбома «The Undisputed Truth». 16 декабря 2009 года Али появился на шоу «Поздняя ночь с Джимми Фэллоном» и выступил вместе с группой «The Roots», выступающей в ночном эфире.

### Подкасты

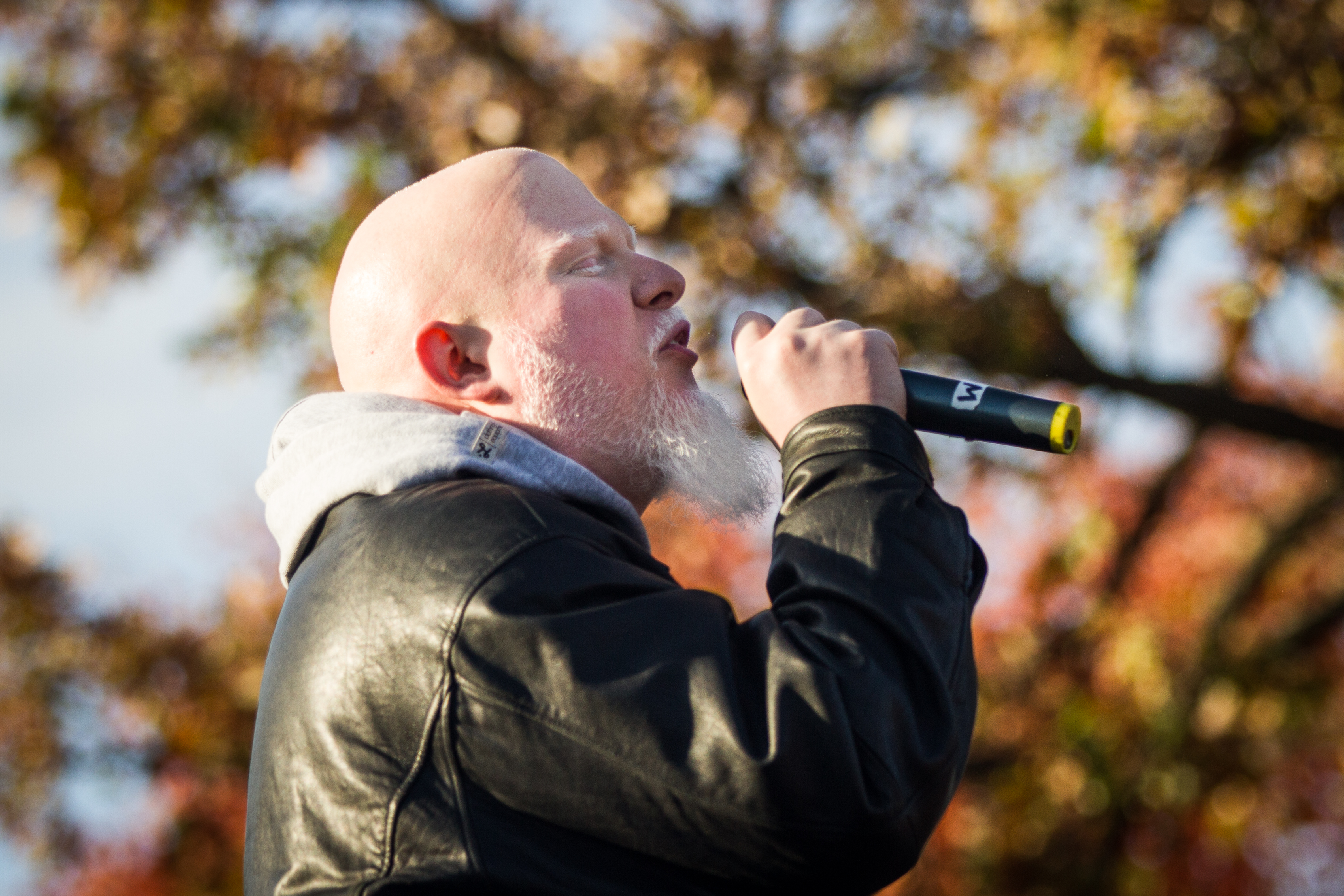
Brother Ali на выступлении в 2012 году

24 июля 2013 года Brother Ali появился в подкасте «Maximum Fun» с судьей Джоном Ходжманом в качестве «эксперта-свидетеля».
4 апреля 2017 года он появился на шоу Combat Jack Show: «Эпизод с Brother Ali», а 19 октября 2017 года — в подкасте BuzzFeed «See Something Say Something».
5 апреля 2018 года он появился в подкасте Max Fun Heat Rocks.
1 января 2023 года он появился в подкасте «The Duncan Trussell Family Hour».

### Фильмы
Али появился в документальном фильме Саши Дженкинса 2018 года «Слово — Бонд».

## Личная жизнь
У Али есть сын Фахим от первого брака. Он очень скрытен в отношении своей семьи и близких. В своей музыке он часто затрагивает свою роль отца, родителя и мужа. Песня «Real As Can Be» с его мини-альбома «The Truth Is Here» 2009 года отсылает к предстоящему рождению дочери, а в песне «Fresh Air» с альбома «Us» 2009 года он продолжает: «Мы поженились в прошлом году/К нам так хорошо относились, что это даже несправедливо/Уже родили мальчика, а теперь родилась девочка/Купили нам дом, как у медведей Беренстейн».
Али часто высмеивает постоянное стремление СМИ упоминать его альбинизм в первых строках своих обзоров или газетных статей. Кроме того, он официально слепой, что является следствием его альбинизма. 
В статье под названием «Искусство траура в Америке» Brother Ali рассказал, что его любимая еда — пирог из батата. Интервью проводилось во время месяца Рамадан, и Али исполнил вольную фразу: «Всю жизнь голодаю, каждый месяц — Рамадан / Захожу в ясли и удивляюсь, что электричество есть».

### Религия
Али принял ислам в 15 лет и последовал за имамом Варисом Дином Мухаммадом. В это время Али был выбран для участия в студенческой ознакомительной поездке по Малайзии, где они изучали способы мирного сосуществования с различными религиями в более либеральном исламском обществе. 
Али связывает своё обращение в ислам с KRS-One, с которым он познакомился в 13 лет на лекции в местном университете Миннесоты. Когда его спросили о вере, Али ответил: «KRS-ONE был тем, кто посоветовал мне прочитать «Малкольма Икса». Он дал мне «Автобиографию Малкольма Икса»; я её прочитал, и это привело меня к принятию ислама».

## Активизм
Многие из тем социальной справедливости, поднимаемых Brother Ali, отражены в его текстах, хотя он также участвует в активистской деятельности вне музыки. В основном он фокусируется на темах расового неравенства, рабства и критике правительства США, хотя часто присутствуют и общие темы надежды, принятия и преодоления скорби. Большое внимание привлек альбом Ali «The Undisputed Truth», поскольку в нём подверглась резкой критике политическая система США. В 2007 году после выхода музыкального клипа на песню «Uncle Sam Goddamn» он быстро привлёк к себе внимание, и вскоре после этого Министерство внутренней безопасности заморозило денежный перевод на его лейбл.
В 2012 году Али был арестован вместе с 37-ю другими людьми, когда они занимали дом жителя Миннеаполиса, борясь с его конфискацией. Целью протестующих было воспрепятствовать выселению семьи, собрав и заняв дом, но им это не удалось. В конечном итоге Али использовал свою известность как площадку для обсуждения этих событий и привлечения к ним внимания аудитории.
Али много говорит о привилегиях. В интервью журналу «Yes!» он заявил : «Лучшее определение привилегий, которое я слышал, — это то, с чем не нужно бороться, о чём не нужно думать». Али чувствует определённую обязанность заниматься политикой, поскольку не желает сидеть в стороне после всего, что с ним произошло. Он заявляет: «Я чувствую, что это моя работа, и мне кажется, что за последние несколько лет я полностью осознал это, нашёл в себе смелость понять это и сделал шаг вперёд».
В 2015 году Выступая на концерте, Али поддержал Берни Сандерса на пост президента США в качестве кандидата на предстоящих президентских выборах 2016 года. Он похвалил Сандерса за то, что тот сказал: «Жизни чернокожих важны » на президентских дебатах, намекая на общественное движение». В ноябре 2019 года Али выступил на митинге Берни Сандерса в Миннеаполисе, штат Миннесота, вместе с его представителем Ильхан Омар.

## Дискография

### Студийные альбомы
| 2000                                        | Rites of Passage - Выпущено: 28 апреля 2000 года - Лейбл: Rhymesayers - Формат: CD, CS                                                                  | —   | —  | —  | —  |
| 2003                                        | Shadows on the Sun - Выпущено: 2 мая 2003 года - Лейбл: Rhymesayers - Формат: CD, Digital Download, LP                                                  | —   | —  | —  | —  |
| 2007                                        | The Undisputed Truth - Выпущено: 10 апреля 2007 года - Лейбл: Rhymesayers, Warner Music Group - Формат: CD, Digital Download, LP                        | 69  | 48 | —  | 6  |
| 2009                                        | Us - Выпущено: 22 сентября 2009 года - Лейбл: Rhymesayers, Warner Music Group - Формат: CD, Digital Download, LP                                        | 56  | 29 | 14 | 6  |
| 2012                                        | Mourning in America and Dreaming in Color - Выпущено: 18 сентября 2012 года - Лейбл: Rhymesayers, Warner Music Group - Формат: CD, Digital Download, LP | 44  | 6  | 5  | 10 |
| 2017                                        | All the Beauty in This Whole Life - Выпущено: 5 мая 2017 года - Лейбл: Rhymesayers, Warner Music Group - Формат: CD, Digital Download, LP               | 125 | —  | —  | 8  |
| 2019                                        | Secrets & Escapes - Выпущено: 1 ноября 2019 года - Лейбл: Rhymesayers - Формат: CD, Digital Download, LP                                                | —   | —  | —  | —  |
| 2021                                        | Brother Minutester, Vol 1 - Выпущено: в 2021 году - Лейбл: Travelers Media LLC - Формат: CD, Digital Download, LP                                       | —   | —  | —  | —  |
| 2024                                        | Love & Service - Выпущено: 24 апреля 2024 года - Лейбл: Travelers Media LLC - Формат: CD, Digital Download, LP                                          | —   | —  | —  | —  |
| 2025                                        | Satisfied Soul - Выпущено: 14 февраля 2025 года - Лейбл: Mello Music Group - Формат: CD, Digital Download, LP                                           | —   | —  | —  | —  |
| "—" обозначает релизы, не попавшие в чарты. | |     |    |    |    |

### Mixtapes
| 2007                                        | Off the Record (с BK-One) - Выпущено: в 2007 году - Лейбл: Rhymesayers - Формат: CD, Digital Download | — | — | — |
| 2013                                        | Left in the Deck - Выпущено: 5 сентября 2013 года - Лейбл: Rhymesayers - Формат: CS, Digital Download | — | — | — |
| "—" обозначает релизы, не попавшие в чарты. | |   |   |   |

### EPs
| 2004                                        | Champion EP - Выпущено: 11 мая 2004 года - Лейбл: Rhymesayers - Формат: CD, Digital Download, LP                            | —   | —  | —  |
| 2009                                        | The Truth Is Here - Выпущено: 9 марта 2009 года - Лейбл: Rhymesayers, Warner Music Group - Формат: CD, Digital Download, LP | 119 | 69 | 18 |
| 2012                                        | The Bite Marked Heart - Выпущено: February 13, 2012 года - Лейбл: Rhymesayers - Формат: CD, Digital Download                | —   | —  | —  |
| 2021                                        | Brother Minutester, Vol. 1 - Выпущено: August 27, 2021 года - Лейбл: Travelers Media LLC - Формат: Digital Download         | —   | —  | —  |
| 2024                                        | Satisfied Soul EP (с Ant) - Выпущено: November 11, 2024 года - Лейбл: Mello Music Group - Формат: Digital Download          | —   | —  | —  |
| "—" обозначает релизы, не попавшие в чарты. | |     |    |    |

### Гостевые выступления
| Название               | Год  | Другие артисты                           | Альбом                                           |
| ---------------------- | ---- | ---------------------------------------- | ------------------------------------------------ |
| "Without My Existence" | 2000 | Неизвестные пророки                      | World Premier                                    |
| "What Time Is It?"     | 2002 | Musab                                    | Respect the Life                                 |
| "Cats Van Bags"        | 2003 | Atmosphere                               | Seven's Travels                                  |
| "The Truth"            | 2008 | Jake One, Freeway                        | White Van Music                                  |
| "Dreamin'"             | 2009 | Gift of Gab, Del the Funky Homosapien    | Escape 2 Mars                                    |
| "Caged Bird, Pt. 1"    | 2009 | Zion I                                   | The Take Over                                    |
| "So Wrong"             | 2010 | Joell Ortiz, Talib Kweli, Jean Grae      | Me, Myself & I (Part Two)                        |
| "Damn Right"           | 2011 | Statik Selektah, Joell Ortiz             | Population Control                               |
| "Maybe It's Just Me"   | 2011 | Classified                               | Handshakes and Middle Fingers                    |
| "Civil War"            | 2011 | Immortal Technique, Killer Mike, Chuck D | The Martyr                                       |
| "Daughter"             | 2011 | Prof                                     | King Gampo                                       |
| "Tragic"               | 2011 | Grieves                                  | Together/Apart                                   |
| "Get Up Stand Up"      | 2012 | Public Enemy                             | Most of My Heroes Still Don't Appear on No Stamp |
| "The Dangerous Three"  | 2013 | R.A. the Rugged Man, Masta Ace           | Legends Never Die                                |
| "Illuminotme"          | 2013 | Bambu, Odessa Kane                       | Sun of a Gun                                     |
| "A Reason to Breathe"  | 2013 | Yonas                                    | The Transition                                   |
| "Live and Let Go"      | 2014 | Hilltop Hoods                            | Walking Under Stars                              |
| "The Solution"         | 2015 | Abstract Rule, Slug                      | Keep the Feel: A Legacy of Hip-Hop and Soul      |
| "Understand"           | 2015 | Talib Kweli, 9th Wonder, Planet Asia     | Indie 500                                        |
| "DeLorean"             | 2021 | The Elovaters, G. Love & Special Sauce   | DeLorean EP                                      |